# Gramscianesimo

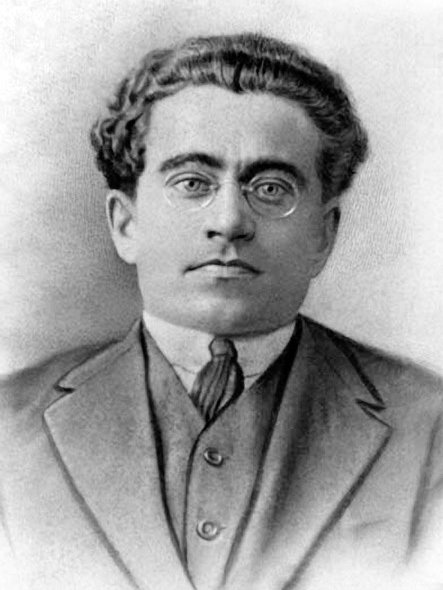
Antonio Gramsci nel 1922

Il gramscianesimo è un'ideologia politica basata sul pensiero del politico italiano Antonio Gramsci, guida nonché cofondatore del Partito Comunista d'Italia.
L'ideologia politica gramsciana non è diffusa solo in Italia; infatti con il tempo è andata a diffondersi nel resto dell'Europa così come nell'America Latina, nei paesi di lingua anglosassone e nei paesi dell'Estremo Oriente tramite la traduzione delle sue opere.

## Filosofia politica
La dottrina politica di Antonio Gramsci era volta alla comprensione della vera situazione italiana dell'epoca e nella certezza di poterla trasformare in una società socialista. Antonio Gramsci riteneva che il fascismo, visto come dittatura del capitale, fosse il punto massimo della crisi della società borghese, poiché al ceto sociale dominante, a cui era sfuggita l'egemonia culturale, rimaneva solo la possibilità di un regime repressivo. Infatti secondo il gramscianesimo conquistare la maggioranza politica di un paese vuol dire che le forze sociali, che di tale maggioranza sono espressione, dirigono la politica di quel determinato paese e dominano le forze sociali che a tale politica si oppongono: significa ottenere l'egemonia.

## Diffusione
Al gramscianesimo si rifacevano principalmente il Partito Comunista d'Italia e il Partito Comunista Italiano, mentre tra gli attuali partiti politici italiani si ispirano ad esso il Partito della Rifondazione Comunista - Sinistra Europea, il Partito Comunista Italiano, il Partito Comunista. Le politiche del Partito Socialista Unito del Venezuela di Hugo Chávez sono ispirate in parte al pensiero di Gramsci, per stessa ammissione del leader socialista venezuelano.